# Oraklos
Oraklos ist ein Würfelspiel, das ursprünglich 1997 von den Spieleautoren Tamara Jannink und Joris Wiersinga im niederländischen Spieleverlag Splotter Spellen unter dem Namen Tetragons veröffentlicht wurde. Die Neuauflage erschien 2002 unter dem Namen Oraklos im gleichen Verlag. In dem Spiel wirft ein Spieler einige Würfel und jeder versucht in dem entstandenen Muster die Muster seiner Karten zu finden. Das Spieler eignet sich für Kinder und dauert etwa 15 Minuten.

## Thema und Ausstattung
Bei Oraklos übernehmen die Spieler die Rolle von Hohepriestern eines Orakels, die dem König Alexander dem Großen bei dessen Besuch die Zukunft vorhersagen wollen. Dazu vergleichen sie Wunschkarten, auf denen Muster von vier Würfeln aufgedruckt sind, mit auf den Tisch geworfenen Würfeln und versuchen die Muster im Würfelwurf wiederzufinden. Für richtige Deutungen erhalten die Spieler ein bis drei Punkte, bei falschen Versuchen verlieren sie dementsprechend ein bis drei Punkte, und wer als erstes zehn Punkte hat, gewinnt das Spiel. Im Spielkarton befindet sich folgendes:
- 70 Wunschkarten
- 54 Würfel in rot, gelb, blau und schwarz
- 3 Audienzmarker mit Plastikfuß, nummeriert mit 1, 2 und 3
- 1 Messschnur

Zum Spielen wird außerdem ein Würfelbecher, ein nicht zu kleiner Tisch und außerdem Papier und Stift zum Notieren der Punkte benötigt.

## Aufbau
Zu Beginn wird an beiden Enden der Messschnur ein roter Würfel aufgesteckt und festgeknotet. Außerdem werden die Audienzmarker in die Plastikfüße gesteckt und an den Rand des Tisches in Reichweiter jedes Spielers gestellt. In den Würfelbecher kommt ein Würfel jeder Farbe und die Wunschkarten werden als verdeckter Stapel bereit gelegt. Anschließend bekommt jeder Spieler eine bestimmte Anzahl an Würfeln, die abhängig von der Anzahl der Spieler ist: Bei zwei Spielern bekommt jeder 16 Würfel, von jeder Farbe vier. Bei drei und vier Spielern bekommt jeder zwölf Würfel, was bedeutet, jeder bekommt von jeder Farbe drei. Außerdem bekommt jeder Spieler bei fünf Teilnehmern acht Würfel – zwei von jeder Farbe.

## Spielweise
Oraklos wird in vier Phasen gespielt. Zu Beginn sendet jeder Spieler seine Spione aus, um herauszufinden, welches Orakel der König sich wünscht. Dazu zieht jeder Spieler drei Wunschkarten vom Stapel und legt sich diese offen vor sich aus. Gibt es zu einem Zeitpunkt keine Karten mehr zum Ziehen, endet das Spiel sofort. 
Anschließend folgt die zweite Phase und jeder Spieler legt eine gewisse von der Spieleranzahl abhängige Zahl an Würfeln in den Würfelbecher rein. Bei zwei Spielern legt jeder sechs Würfel in den Becher, bei drei Spielern legt jeder fünf Würfel in den Becher, bei vier Spielern legt jeder vier Würfel in den Becher und bei fünf Spielern legt jeder drei Würfel in den Becher. Welche Würfel im Becher liegen, bleibt dabei geheim, niemand darf sich die Würfel im Becher anschauen. Hat jeder seine Würfel in den Becher gelegt, wirft der Startspieler die Würfel auf den Tisch und versucht darauf zu achten, dass die Würfel nicht zu dicht beieinander liegen.
In der dritten Phase sucht jeder Spieler nach den Prophezeiungen des Orakels. Die Muster, die der Würfelwurf ergeben hat, werden mit den eigenen Wunschkarten verglichen und wenn ein Spieler meint, sein Muster in den Würfeln erkannt zu haben, nimmt er sich einen der Audienzmarker und legt den auf seine Karte. Sind alle drei Marker genommen oder sind sich alle Spieler einig, keine Muster mehr zu finden, wird verglichen. Der Spieler, der den 3-Punkte-Marker genommen hat, fängt an und zeigt auf die Würfel, die seiner Meinung nach die Prophezeiung erfüllen. Dabei darf er nicht zögern, jedes zögern macht seinen Versuch ungültig. Stimmt die Prophezeiung, bekommt der Spieler die Anzahl an Punkten, die auf dem Marker steht, also ein bis drei Punkte, hat er einen Fehler gemacht, bekommt er die gleiche Anzahl Punkte abgezogen. Die Muster bestehen immer aus vier farbigen Würfeln, die quadratisch angeordnet sind. Die Farben müssen in der richtigen Reihenfolge sein. Jeder Würfel hat auf einer Seite ein Loch, das nicht nach oben zeigen darf. Die vier Linien, die zwischen vier Würfeln gedacht werden können, dürfen nicht durch einen anderen Würfel geschnitten werden, es dürfen sich außerdem auch keine Würfel in dem Quadrat befinden. Sollten die Spieler sich nicht einig werden, ob ein Würfel ein gedachtes Quadrat schneidet oder nicht, kann die Messschnur zu Hilfe genommen werden. 
Sind alle Punkte notiert worden, nimmt jeder Spieler in Phase vier so viele Würfel zurück, wie er reingeworfen hat, angefangen von dem, der in dieser Runde die meisten Punkte erzielt hat und anschließend im Uhrzeigersinn. Er nimmt lediglich die Anzahl der Würfel zurück, die Farben der Würfel, die er hineingeworfen hat, spielt keine Rolle. Dadurch haben Spieler die Möglichkeit auf die Würfelfarben der Mitspieler Einfluss zu nehmen. Die vier übrigen Würfel werden wieder in den Becher zurückgelegt und die Wunschkarten der Spieler wieder auf drei aufgefüllt.

### Varianten
In Oraklos sind zwei weitere Varianten möglich: Zum einen gibt es eine für jüngere Kinder empfohlene Variante „Oraklos Junior“, bei der unabhängig von Spieleranzahl immer 16 Würfel genommen werden, vier von jeder Farbe und immer wieder in den Becher gelegt werden. Phase vier entfällt dann in dieser Variante.
Die Variante „Antipoden“ ist für ältere Spieler und ist ein eigenes Spiel, bei dem Ereignisse ausgeschlossen werden sollen. Die 16 Karten, die drei oder vier Würfel der gleichen Farbe zeigen, werden aussortiert und die übrigen gemischt, von denen sechs Karten ausgeteilt und offen hingelegt werden. Anschließend werden 16 Würfel, vier von jeder Farbe, geworfen und die Spieler versuchen nun eine der sechs Karten zu finden, die ein Muster hat, das nicht auf dem Tisch zu finden ist. Dabei gelten Würfel mit Loch als normaler Würfel, Muster mit einer solchen Seite sind gültig. Der erste Spieler, der eine solche Karte findet, kündigt dies an und wenn die anderen Spieler dieses Muster nicht auf dem Tisch entdecken, die Behauptung des Spielers somit nicht widerlegen können, bekommt dieser einen Punkt – andernfalls bekommt er einen abgezogen. Wer als erstes fünf Punkte erreicht, gewinnt das Spiel.

## Spielentwicklung
Oraklos wurde ursprünglich unter dem Namen Tetragons veröffentlicht und war 1997 eines der allerersten Spiele von Splotter. Die allerersten 80 Exemplare wurden damals noch in Handarbeit produziert. Das Spiel wurde 2002 unter neuem Namen veröffentlicht. Da das Spiel nicht mehr aufgelegt wird, wird es von den Spieleautoren als Print and Play Version zum Beispiel auf BoardGameGeek zum Download angeboten.